# Simon d’Armentières
Simon d’Armentières OSB (* in Frankreich; † 7. Mai 1297 in Rom) war ein Kardinal der Römischen Kirche. Er wird auch unter den Namen Simon de Caritate und Simon de La Charité aufgeführt.

## Leben
Der Benediktiner („Cluniazenser“) der Abtei von Cluny war Prior von Coincy, Cellerar von Cluny und ab 1275 Prior des Klosters La Charité-sur-Loire. Papst Coelestin V. erhob ihn am 18. September 1294 zum Kardinalpriester von Santa Balbina all’Aventino. Simon d’Armentières war Teilnehmer des Konklaves 1294, aus dem Bonifatius VIII. als Papst hervorging.
Beigesetzt wurde er in der römischen Kirche Santi Silvestro e Martino ai Monti.